# Matthes Enderlein vom Burgstadl

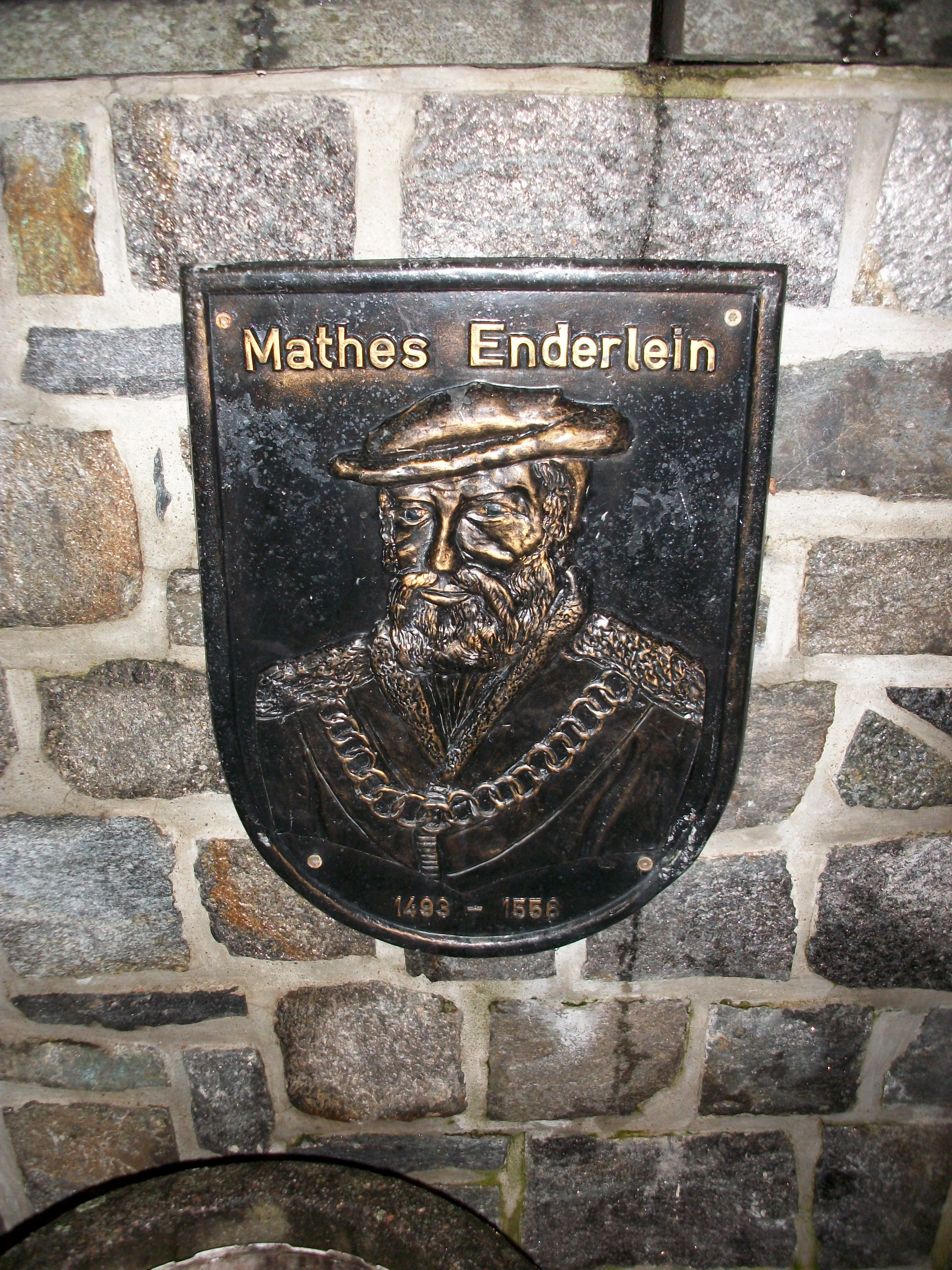
Mühlbergbrunnen Zwönitz, Plakette Matthes Enderlein am ehemaligen Standort seines Geburtshauses

Matthes Enderlein vom Burgstadl, auch Mattes Enderlein, (* 1493 in Zwönitz; † 21. Oktober 1556 in Sankt Joachimsthal) war ein sächsisch-böhmischer  Bergmeister.
Matthes Enderlein wurde 1493 in Zwönitz als Sohn eines Obermüllers geboren und wuchs auch dort auf. Seit 1500 war er Schüler an der Zwönitzer Lateinschule. 1518 begann er sein Studium an der Universität Leipzig. Wahrscheinlich studierte er Theologie. Von 1528 bis 1533 war er Rektor an der Schneeberger Lateinschule und wurde Schichtmeister. 1530 beteiligte sich Enderlein am Bergbau zu Sankt Joachimsthal. Hier wurde er erneut Schichtmeister. Nach nur dreijährigem Aufenthalt in Joachimsthal übernahm er das Amt des Bergmeisters, des höchsten Bergmannes nach dem Berghauptmann. Von 1538 bis 1548 verfasste Enderlein 17 Richtlinien für die Forstwirtschaft, um den Raubbau an den Wäldern um Joachimsthal zu stoppen. Er arbeitete an der Entwicklung der 1541–1545 von Graf Schlick herausgegebenen Bergordnung mit. 1545 bekam Enderlein einen neuen Dienstherren, den böhmischen König Ferdinand I. Das gesamte Joachimsthaler Bergwerk musste an ihn abgetreten werden. 1548 schrieb Enderlein die Joachimsthaler Bergbräuche. Am 19. Februar 1549 bat er um seine Entlassung aus dem Amt, da er wegen andauernder Krankheit in Schulden geriet. Seit dem 2. März 1550 war er Amtsverwalter. Zudem war er auch Stellvertreter des obersten Joachimsthaler Beamten. Dies bedeutete eine erhebliche Rangerhöhung und einen Aufschwung für ihn. Am 20. Januar 1552 wurde er mit dem Prädikat „vom Burgstadtl“ in den Adelsstand erhoben und heiratete am 3. Juni Margaretha geb. Weinman, die Witwe von Wolf Beck.
1553 erkrankte er schwer und hatte finanzielle Probleme. Nach langer Krankheit starb er am 21. Oktober 1556.
Er ist der Namensgeber einer Straße in Zwönitz sowie des Zwönitzer Matthes-Enderlein-Gymnasiums.